# Дългоезичен листонос
Дългоезичният листонос (Glossophaga soricina) е вид прилеп от семейство Американски листоноси прилепи (Phyllostomidae). Видът не е застрашен от изчезване.

## Разпространение и местообитание
Разпространен е в Аржентина, Белиз, Боливия, Бразилия, Венецуела, Гвиана, Гренада, Колумбия, Коста Рика, Мексико (Сонора и Тамаулипас), Никарагуа, Панама, Парагвай, Перу, Салвадор, Суринам, Тринидад и Тобаго, Френска Гвиана, Хондурас и Ямайка.
Обитава градски и гористи местности и пещери.

## Описание
На дължина достигат до 4,9 cm, а теглото им е около 10 g. Имат телесна температура около 35,5 °C.
Продължителността им на живот е около 11 години. Популацията на вида е стабилна.